# Liga LGT 2023
La temporada 2023 de la Liga LGT fue la vigésimo primera edición desde que se iniciara la competición de traineras organizada por la Liga Noroeste de Traineras  en 2003. Compitieron 18 equipos encuadrados en dos grupos. La temporada regular comenzó el 10 de junio en el Lago de Puentes de García Rodríguez (La Coruña) y terminó el 27 de agosto en el Ares (La Coruña). Posteriormente, se disputaron los play-off para el ascenso a la Liga ACT y entre los dos grupos de la Liga LGT.

## Sistema de competición
La Liga LGT estuvo dividida en 2 grupos cada uno de los cuales disputó un calendario de regatas propio. Al finalizar la liga regular y para decidir los ascensos y descensos entre la Liga ACT y los 2 grupos de la Liga LGT se disputaron sendos play-off:
- Play-off de ascenso a Liga ACT: se disputó 1 plaza en la Liga ACT entre el penúltimo clasificado de dicha competición, ya que el último desciendió directamente, los 2 primeros de LGT A y los 2 primeros del Grupo 1 de la Liga ARC.
- Play-off entre grupos LGT: el campeón de LGT B asciendió directamente a LGT A y la última plaza de LGT A se disputó entre dos últimos clasificados de LGT A y el segundo y tercer clasificado de LGT B. Estas regatas se disputaron junto la Bandera de Ares en ronda aparte.

La regata Trofeo Teresa Herrera, prueba final para LGT B, fue incluida en ambos grupos. La primera jornada fue puntuable para ambos grupos; la segunda jornada no fue puntuable para ninguno de los dos grupos.
Las regatas de esta temporada se compitieron bien en modalidad contrarreloj bien en tandas en líneas de tres a seis calles. En todos los casos la distancia a bogar en cada regata fue de 3 millas náuticas que equivalen a 5556 metros.

## Calendario
Las siguientes regatas tuvieron lugar en 2023.

### LGT A
| Orden | Regata                                    | Fecha        | Hora  | Modalidad         | Localidad                           | Provincia  |
| ----- | ----------------------------------------- | ------------ | ----- | ----------------- | ----------------------------------- | ---------- |
| 1     | I Bandera Concejo de Puentes              | 10 de junio  | 17:50 | En línea 4 calles | Lago de Puentes de García Rodríguez | La Coruña  |
| 2     | V Bandera Ciudad de Narón                 | 17 de junio  | 16:45 | En línea 4 calles | Narón                               | La Coruña  |
| 3     | III Bandera Isla de Samertolameu          | 24 de junio  | 18:00 | En línea 4 calles | Meira                               | Pontevedra |
| 4     | XII Bandera Virgen del Carmen             | 2 de julio   | 17:00 | En línea 4 calles | El Grove                            | Pontevedra |
| 5     | XXXVII Bandera Concejo de Redondela       | 8 de julio   | 18:15 | En línea 6 calles | Cesantes                            | Pontevedra |
| 6     | XX Bandera Concejo de Rianjo              | 9 de julio   | 12:00 | En línea 4 calles | Rianjo                              | La Coruña  |
| 7     | XXXV Bandera Princesa de Asturias         | 15 de julio  | 16:00 | En línea 6 calles | Castropol                           | Asturias   |
| 8     | VII Bandera Cesantes-Concejo de Redondela | 16 de julio  | 17:00 | En línea 4 calles | Cesantes                            | Pontevedra |
| 9     | XVII Bandera Concejo de Puebla            | 22 de julio  | 18:30 | En línea 4 calles | Puebla del Caramiñal                | La Coruña  |
| 10    | XXVII Bandera Concejo de Bueu             | 23 de julio  | 17:00 | En línea 4 calles | Bueu                                | Pontevedra |
| 11    | XXVIII Bandera Concejo de Villagarcía     | 29 de julio  | 18:00 | En línea 4 calles | Villagarcía de Arosa                | Pontevedra |
| 12    | IX Bandera Marina                         | 30 de julio  | 12:00 | En línea 4 calles | Boiro                               | La Coruña  |
| 13    | XLI Bandera Concejo de Moaña              | 13 de agosto | 12:00 | En línea 4 calles | Meira                               | Pontevedra |
| 14    | XXXVII Trofeo Teresa Herrera (1ª jornada) | 19 de agosto | 18:00 | Contrarreloj      | La Coruña                           | La Coruña  |
| 15    | XVI Bandera Concejo de Ares (1.ª jornada) | 26 de agosto | 17:30 | En línea 4 calles | Ares                                | La Coruña  |
| 16    | XVI Bandera Concejo de Ares (2.ª jornada) | 27 de agosto | 17:00 | En línea 4 calles | Ares                                | La Coruña  |

### LGT B
| Orden | Regata                                    | Fecha        | Hora  | Modalidad         | Localidad                           | Provincia  |
| ----- | ----------------------------------------- | ------------ | ----- | ----------------- | ----------------------------------- | ---------- |
| 1     | I Bandera Concejo de Puentes              | 10 de junio  | 16:30 | En línea 3 calles | Lago de Puentes de García Rodríguez | La Coruña  |
| 2     | I Bandera Wofco                           | 8 de julio   | 17:00 | En línea 3 calles | Chapela                             | Pontevedra |
| 3     | XXXIX Bandera Concejo de El Grove         | 15 de julio  | 17:30 | En línea 3 calles | El Grove                            | Pontevedra |
| 4     | XVI Bandera Concejo de Muros              | 22 de julio  | 18:00 | En línea 3 calles | Esteiro                             | La Coruña  |
| 5     | VII Bandera Concejo de Mugardos           | 29 de julio  | 17:30 | Contrarreloj      | Mugardos                            | La Coruña  |
| 6     | XXII Bandera Concejo de Oleiros           | 30 de julio  | 11:30 | En línea 3 calles | Santa Cristina                      | La Coruña  |
| 7     | VII Bandera Muros de San Pedro            | 5 de agosto  | 18:00 | En línea 3 calles | Muros                               | La Coruña  |
| 8     | I Bandera masculina Concejo de Ribeira    | 13 de agosto | 11:30 | En línea 3 calles | Ribeira                             | La Coruña  |
| 9     | XXXVII Trofeo Teresa Herrera (1ª jornada) | 19 de agosto | 17:00 | Contrarreloj      | La Coruña                           | La Coruña  |

### Play-off de ascenso a Liga ACT
| Orden | Regata      | Fecha            | Hora  | Modalidad    | Provincia |
| ----- | ----------- | ---------------- | ----- | ------------ | --------- |
| 1     | Bermeo      | 16 de septiembre | 18:04 | Contrarreloj | Vizcaya   |
| 2     | Portugalete | 17 de septiembre | 11:59 | Contrarreloj | Vizcaya   |

### Play-off entre grupos
| Orden | Regata    | Fecha        | Hora  | Modalidad    | Localidad | Provincia |
| ----- | --------- | ------------ | ----- | ------------ | --------- | --------- |
| 1     | Jornada 1 | 26 de agosto | 17:00 | Contrarreloj | Ares      | La Coruña |
| 2     | Jornada 2 | 27 de agosto | 16:30 | Contrarreloj | Ares      | La Coruña |

## Traineras participantes

### LGT A
| Equipo                    | Nombre de la Trainera | Localidad            | Provincia  | Localización de los equipos de LGT A                                                   |
| ------------------------- | --------------------- | -------------------- | ---------- | -------------------------------------------------------------------------------------- |
| Puebla                    | Carmela               | Puebla del Caramiñal | La Coruña  | Puebla Cabo Mecos Rianxo Bueu Samertolameu Tiran Chapela Cesantes Ares Narón Castropol |
| Cabo da Cruz B            | Cabo da Cruz          | Boiro                | La Coruña  | Puebla Cabo Mecos Rianxo Bueu Samertolameu Tiran Chapela Cesantes Ares Narón Castropol |
| Mecos                     | Mequiña               | El Grove             | Pontevedra | Puebla Cabo Mecos Rianxo Bueu Samertolameu Tiran Chapela Cesantes Ares Narón Castropol |
| Rianxo                    | Concello de Rianxo    | Rianjo               | La Coruña  | Puebla Cabo Mecos Rianxo Bueu Samertolameu Tiran Chapela Cesantes Ares Narón Castropol |
| Bueu-Simei                | Maruxia               | Bueu                 | Pontevedra | Puebla Cabo Mecos Rianxo Bueu Samertolameu Tiran Chapela Cesantes Ares Narón Castropol |
| Samertolameu-Fandicosta B | A Terca               | Meira                | Pontevedra | Puebla Cabo Mecos Rianxo Bueu Samertolameu Tiran Chapela Cesantes Ares Narón Castropol |
| Tirán-Pereira             | Pereira               | Tirán                | Pontevedra | Puebla Cabo Mecos Rianxo Bueu Samertolameu Tiran Chapela Cesantes Ares Narón Castropol |
| Chapela-Wofco             | Arealonga             | Redondela            | Pontevedra | Puebla Cabo Mecos Rianxo Bueu Samertolameu Tiran Chapela Cesantes Ares Narón Castropol |
| Cesantes-Rodavigo         | San Pedro             | Cesantes             | Pontevedra | Puebla Cabo Mecos Rianxo Bueu Samertolameu Tiran Chapela Cesantes Ares Narón Castropol |
| Ares                      | Santa Olalla de Lubre | Ares                 | La Coruña  | Puebla Cabo Mecos Rianxo Bueu Samertolameu Tiran Chapela Cesantes Ares Narón Castropol |
| Narón                     | Punta Caleira         | Narón                | La Coruña  | Puebla Cabo Mecos Rianxo Bueu Samertolameu Tiran Chapela Cesantes Ares Narón Castropol |
| Castropol                 | Ría del Eo            | Castropol            | Asturias   | Puebla Cabo Mecos Rianxo Bueu Samertolameu Tiran Chapela Cesantes Ares Narón Castropol |

Los clubes participantes están ordenados geográficamente, de oeste a este.

### LGT B
| Equipo                   | Nombre de la Trainera | Localidad | Provincia  | Localización de los equipos de LGT B                                 |
| ------------------------ | --------------------- | --------- | ---------- | -------------------------------------------------------------------- |
| Muros-Esteirana          | Esteirana             | Muros     | La Coruña  | Muros-Esteirana Riveira Amegrove Chapela B Perillo Mugardos-A Cabana |
| Riveira                  | Mar de Sagres         | Ribeira   | La Coruña  | Muros-Esteirana Riveira Amegrove Chapela B Perillo Mugardos-A Cabana |
| Amegrove                 | Pabliño               | El Grove  | Pontevedra | Muros-Esteirana Riveira Amegrove Chapela B Perillo Mugardos-A Cabana |
| Chapela-Wofco B          | A Fontaiña            | Redondela | Pontevedra | Muros-Esteirana Riveira Amegrove Chapela B Perillo Mugardos-A Cabana |
| Perillo-Salgado          | Perillo               | Perillo   | La Coruña  | Muros-Esteirana Riveira Amegrove Chapela B Perillo Mugardos-A Cabana |
| Mugardos-A Cabana Ferrol | Bestarruza            | La Cabana | La Coruña  | Muros-Esteirana Riveira Amegrove Chapela B Perillo Mugardos-A Cabana |

Los clubes participantes están ordenados geográficamente, de oeste a este.

### Equipos por provincia
| Provincia  | Grupo | N. | Equipos                                                                                       |
| ---------- | ----- | -- | --------------------------------------------------------------------------------------------- |
| La Coruña  | A     | 5  | Ares, Cabo da Cruz B, Narón, Puebla, Rianxo                                                   |
| La Coruña  | B     | 4  | Mugardos-A Cabana Ferrol, Muros-Esteirana, Perillo-Salgado, Riveira                           |
| La Coruña  | TOTAL | 9  |                                                                                               |
| Pontevedra | A     | 6  | Bueu-Simei, Cesantes-Rodavigo, Chapela-Wofco, Mecos, Samertolameu-Fandicosta B, Tirán-Pereira |
| Pontevedra | B     | 2  | Amegrove, Chapela-Wofco B                                                                     |
| Pontevedra | TOTAL | 8  |                                                                                               |
| Asturias   | A     | 1  | Castropol                                                                                     |
| Asturias   | B     | -  | -                                                                                             |
| Asturias   | TOTAL | 1  |                                                                                               |

### Ascensos y descensos
| Pos. | Ascendidos de LGT B       |
| ---- | ------------------------- |
| 1.º  | Castropol                 |
| 2.º  | Samertolameu-Fandicosta B |

| Pos. | Descendido de liga ACT |
| ---- | ---------------------- |
| 12.º | Ares                   |

| Pos. | Club de LGT A no inscrito |
| ---- | ------------------------- |
| 8.º  | Mera                      |

| Pos. | Nueva inscripción        |
| ---- | ------------------------ |
| -    | Chapela-Wofco B          |
| -    | Mugardos-A Cabana Ferrol |
| -    | Muros-Esteirana          |
| -    | Riveira                  |

| Pos. | Descendido de LGT A no inscrito |
| ---- | ------------------------------- |
| 12.º | Mugardos                        |
| Pos. | Club de LGT B no inscrito       |
| 4.º  | Cedeira                         |
| 5.º  | Vila de Cangas                  |
| 7.º  | Muros                           |

     Ascenso directo.

     Ascenso después de play-off.

     Descenso directo ordinario.

     Nueva inscripción.

     Descenso administrativo o desaparición.

## Clasificación

### Temporada regular

#### LGT A

##### Puntuaciones
Los puntos se reparten entre los dosce participantes en cada regata.
| Posición | 1.º | 2.º | 3.º | 4.º | 5.º | 6.º | 7.º | 8.º | 9.º | 10.º | 11.º | 12.º |
| -------- | --- | --- | --- | --- | --- | --- | --- | --- | --- | ---- | ---- | ---- |
| Puntos   | 12  | 11  | 10  | 9   | 8   | 7   | 6   | 5   | 4   | 3    | 2    | 1    |

##### Resultados por regata
A continuación se recoge la clasificación en cada una de las regatas disputadas.
| Pos. | Club                      | Trainera              | 1 PUE | 2 NAR | 3 SAM | 4 CAR | 5 RED | 6 RIA | 7 AST | 8 CES | 9 PUE | 10 BUE | 11 VIL | 12 MAR | 13 MOA | 14 TER | 15 AR1 | 16 AR2 | Puntos |
| ---- | ------------------------- | --------------------- | ----- | ----- | ----- | ----- | ----- | ----- | ----- | ----- | ----- | ------ | ------ | ------ | ------ | ------ | ------ | ------ | ------ |
| 1    | Ares                      | Santa Olalla de Lubre | 1     | 4     | 2     | 1     | 3     | 1     | 1     | 3     | 1     | 1      | 1      | 1      | 5      | 2      | 1      | 2      | 176    |
| 2    | Bueu-Simei                | Maruxia               | 2     | 6     | 1     | 2     | 2     | 2     | 4     | 1     | 2     | 3      | 5      | 3      | 2      | 1      | 2      | 1      | 167    |
| 3    | Tirán-Pereira             | Pereira               | 4     | 1     | 3     | 4     | 4     | 3     | 3     | 2     | 3     | 4      | 3      | 5      | 1      | 4      | 4      | 5      | 153    |
| 4    | Castropol                 | Ría del Eo            | 6     | 3     | 5     | 6     | 5     | 5     | 2     | 5     | 4     | 2      | 2      | 4      | 3      | 3      | 5      | 3      | 143    |
| 5    | Chapela-Wofco             | Arealonga             | 3     | 2     | 4     | 3     | 1     | 4     | 7     | 4     | DSQ   | 5      | 4      | 2      | 4      | 5      | 3      | 4      | 138    |
| 6    | Cabo da Cruz B            | Cabo da Cruz          | 8     | 5     | 6     | 5     | 6     | 6     | 5     | 6     | 5     | 9      | 7      | 6      | 8      | 8      | 7      | 6      | 103    |
| 7    | Rianxo                    | Concello de Rianxo    | 5     | 7     | 7     | 9     | 10    | 8     | 6     | 7     | 10    | 6      | 6      | 8      | 6      | 7      | 6      | 7      | 91     |
| 8    | Mecos                     | Mequiña               | 9     | 9     | 8     | 11    | 7     | 9     | 9     | 8     | 6     | 7      | 8      | 9      | 11     | 6      | 8      | 8      | 73     |
| 9    | Cesantes-Rodavigo         | San Pedro             | 10    | 10    | 10    | 8     | 8     | 11    | 8     | 9     | 9     | 8      | 9      | 7      | 7      | 10     | 10     | 9      | 63     |
| 10   | Narón                     | Punta Caleira         | 7     | 8     | 9     | 7     | 11    | 7     | 10    | 10    | 7     | 10     | 10     | 11     | 10     | 11     | 9      | 10     | 59     |
| 11   | Puebla                    | Carmela               | 12    | 11    | 11    | 10    | 9     | 10    | 11    | 11    | 11    | 11     | 12     | 10     | 12     | 12     | DNP    | DNP    | 29     |
| 12   | Samertolameu-Fandicosta B | A Terca               | 11    | 12    | 12    | 12    | 12    | 12    | 12    | 12    | 8     | 12     | 11     | 12     | 9      | 9      | DNP    | DNP    | 26     |

| Color     | Resultado                        |
| --------- | -------------------------------- |
| Oro       | Ganador                          |
| Plata     | Segundo                          |
| Bronce    | Tercero                          |
| Verde     | Puntuó                           |
| Negro     | DSQ - Descalificado              |
| Sin color | DNP - Inscrito pero no participó |

En la Bandera Concejo de Puebla, la trainera de Chapela-Wofco fue descalificada por acercarse al puerto sin autorización arbitral.

##### Evolución de la clasificación
| Jornada / Club            | 1  | 2  | 3  | 4  | 5  | 6  | 7  | 8  | 9  | 10 | 11 | 12 | 13 | 14 | 15 | 16 |
| Jornada / Club            |    |    |    |    |    |    |    |    |    |    |    |    |    |    |    |    |
| ------------------------- | -- | -- | -- | -- | -- | -- | -- | -- | -- | -- | -- | -- | -- | -- | -- | -- |
| Ares                      | 1  | 2  | 1  | 1  | 1  | 1  | 1  | 1  | 1  | 1  | 1  | 1  | 1  | 1  | 1  | 1  |
| Bueu-Simei                | 2  | 4  | 3  | 2  | 3  | 2  | 2  | 2  | 2  | 2  | 2  | 2  | 2  | 2  | 2  | 2  |
| Tirán-Pereira             | 4  | 1  | 2  | 3  | 4  | 4  | 3  | 3  | 3  | 3  | 3  | 3  | 3  | 3  | 3  | 3  |
| Castropol                 | 6  | 5  | 5  | 5  | 5  | 5  | 5  | 5  | 5  | 4  | 4  | 4  | 4  | 4  | 4  | 4  |
| Chapela-Wofco             | 3  | 3  | 4  | 4  | 2  | 3  | 4  | 4  | 4  | 5  | 5  | 5  | 5  | 5  | 5  | 5  |
| Cabo da Cruz B            | 8  | 7  | 6  | 6  | 6  | 6  | 6  | 6  | 6  | 6  | 6  | 6  | 6  | 6  | 6  | 6  |
| Rianxo                    | 5  | 6  | 7  | 7  | 7  | 7  | 7  | 7  | 7  | 7  | 7  | 7  | 7  | 7  | 7  | 7  |
| Mecos                     | 9  | 9  | 9  | 9  | 9  | 9  | 9  | 9  | 8  | 8  | 8  | 8  | 8  | 8  | 8  | 8  |
| Cesantes-Rodavigo         | 10 | 10 | 10 | 10 | 10 | 10 | 10 | 10 | 10 | 10 | 10 | 10 | 9  | 9  | 9  | 9  |
| Narón                     | 7  | 8  | 8  | 8  | 8  | 8  | 8  | 8  | 9  | 9  | 9  | 9  | 10 | 10 | 10 | 10 |
| Puebla                    | 12 | 11 | 11 | 11 | 11 | 11 | 11 | 11 | 11 | 11 | 11 | 11 | 11 | 11 | 11 | 11 |
| Samertolameu-Fandicosta B | 11 | 12 | 12 | 12 | 12 | 12 | 12 | 12 | 12 | 12 | 12 | 12 | 12 | 12 | 12 | 12 |

|  | Gráfico no disponible temporalmente debido a problemas técnicos. |

##### Palmarés
| Pos. | Club                      | Victorias | Segundos | Terceros | Mejor resultado | Puntos | Ascenso o descenso             |
| ---- | ------------------------- | --------- | -------- | -------- | --------------- | ------ | ------------------------------ |
| 1    | Ares                      | 9         | 3        | 2        | 1.º             | 176    | Play-off de ascenso a Liga ACT |
| 2    | Bueu-Simei                | 4         | 7        | 2        | 1.º             | 167    | Play-off de ascenso a Liga ACT |
| 3    | Tirán-Pereira             | 2         | 1        | 5        | 1.º             | 153    |                                |
| 4    | Castropol                 | -         | 3        | 4        | 2.º             | 143    |                                |
| 5    | Chapela-Wofco             | 1         | 2        | 3        | 1.º             | 138    |                                |
| 6    | Cabo da Cruz B            | -         | -        | -        | 5.º             | 103    |                                |
| 7    | Rianxo                    | -         | -        | -        | 5.º             | 91     |                                |
| 8    | Mecos                     | -         | -        | -        | 6.º             | 73     |                                |
| 9    | Cesantes-Rodavigo         | -         | -        | -        | 7.º             | 63     |                                |
| 10   | Narón                     | -         | -        | -        | 7.º             | 59     |                                |
| 11   | Puebla                    | -         | -        | -        | 9.º             | 29     | Play-off entre grupos          |
| 12   | Samertolameu-Fandicosta B | -         | -        | -        | 8.º             | 26     | Play-off entre grupos          |

#### LGT B

##### Puntuaciones
Los puntos se reparten entre los seis participantes en cada regata.
| Posición | 1.º | 2.º | 3.º | 4.º | 5.º | 6.º |
| -------- | --- | --- | --- | --- | --- | --- |
| Puntos   | 6   | 5   | 4   | 3   | 2   | 1   |

##### Resultados por regata
A continuación se recoge la clasificación en cada una de las regatas disputadas.